# Alexei Alexejewitsch Troizki
Alexei Alexejewitsch Troizki (russisch Алексей Алексе́евич Тро́ицкий, wiss. Transliteration Aleksej Alekséevič Tróickij; * 14. März 1866 in Sankt Petersburg; † 14. August 1942 in Leningrad) war ein russischer Schachkomponist, -theoretiker und -autor.

## Leben
Troizki gilt als Begründer der modernen Schachstudie. Seine erste Schachaufgabe wurde 1893 gedruckt, 1895 folgte seine erste Studie. Insgesamt publizierte er 750 Studien und 50 Aufgaben (Scherzaufgaben und Retroanalysen). Drei Schaffensperioden gab es in seinem Leben.
Zu Beginn seiner Kompositionstätigkeit (1895–1901) beschäftigte er sich mit aktuellen Studienideen (Figurenfang, Domination, Einschließung von Figuren, positionelles Remis, Matt- und Pattkombinationen, Aufgabenthemen), die den gesamten weiteren Entwicklungsweg der Schachstudie vorzeichneten. Seine frühen Werke zeichneten sich durch Originalität und Gedankentiefe aus.
In seiner Studienperiode (1905–1917) erarbeitete er die Grundlagen zur Theorie der Studienkomposition, die bis in die heutige Zeit Gültigkeit besitzen. Er vertiefte bereits früher in Angriff genommene Themen (Systematische Bewegung, Unterverwandlung, Kampf verschiedener Figurengruppierungen, Synthese verschiedener Ideen usw.).
Im dritten Abschnitt seines Schaffens (1924–1942) vervollkommnete er die früher von ihm bereits bearbeiteten Themen. Das Hauptverdienst Troizkis besteht darin, dass er die Schachstudie als Teil einer Schachpartie (nicht nur des Endspiels) verstand. Er verlieh ihr Lebhaftigkeit im Figurenspiel und Natürlichkeit in der Form. Die Studien Troizkis setzten Maßstäbe im Spiel, mit zahlreichen Varianten, stillen Zügen, versteckten Drohungen. All diese Elemente wurden organisch miteinander verbunden und einem einheitlichen Ziel untergeordnet. 1928 wurde er in der UdSSR als erster Schachkomponist mit dem Titel Verdienter Künstler geehrt, 1934 wurde er Meister des Sports der UdSSR für Schachkomposition.

## Komposition
|   | a | b | c | d | e | f | g | h |   |
| 8 |   |   |   |   |   |   |   |   | 8 |
| 7 |   |   |   |   |   |   |   |   | 7 |
| 6 |   |   |   |   |   |   |   |   | 6 |
| 5 |   |   |   |   |   |   |   |   | 5 |
| 4 |   |   |   |   |   |   |   |   | 4 |
| 3 |   |   |   |   |   |   |   |   | 3 |
| 2 |   |   |   |   |   |   |   |   | 2 |
| 1 |   |   |   |   |   |   |   |   | 1 |
|   | a | b | c | d | e | f | g | h |   |

Lösung:

1. b6–b7 Tf4–g4+

2. Kg1–f2 Tg4–g8

3. d5–d6 Kd3–c4

4. d6–d7 Kc4–b5

5. d7–d8D Tg8xd8

6. Le7xd8 Kb5–a6

7. b7–b8L!! Unterverwandlung und Gewinn

Zum Beispiel nach 7. … Kb7 8. Le5 Kc8 9. Le7 Kd7 10.L7d6 Ke6 11. Kf3 a5 12. Kf4 a4 13. La3 Kf7 14. Kf5 Kg8 15. Kf6! Kh8 16. Kf7 matt

Nicht 7. b7–b8S+? Kb7 8. Sd7 Kc8 9. Sf6 Kxd8 10. Sxh7 Ke7! 11. Sg5 Kf6 mit Remis. Auch nicht 7. Kf3 Kxb7 8. Kf4 Kc8 9. La5 Kd7 10. Kf5 Ke8 11. Kf6 Kf8 mit Remis.
Eine weitere interessante Studie Troizkis ist zu finden unter Beispiel für eine Turmgabel.

## Theoretiker
Troizki untersuchte bereits in jungen Jahren das Endspiel Zwei Springer gegen Bauer. Publiziert wurden erste Ergebnisse 1906 in der Deutschen Schachzeitung und zusammenfassend in seinem 1934 erschienenen Buch. Nach ihm wurde die sogenannte Troizki-Linie genannt, die im Wesentlichen eine Grenze für die Reihe des Bauern angibt, bis zu welcher dieses Endspiel im Allgemeinen gewonnen werden kann.
|   | a | b | c | d | e | f | g | h |   |
| 8 |   |   |   |   |   |   |   |   | 8 |
| 7 |   |   |   |   |   |   |   |   | 7 |
| 6 |   |   |   |   |   |   |   |   | 6 |
| 5 |   |   |   |   |   |   |   |   | 5 |
| 4 |   |   |   |   |   |   |   |   | 4 |
| 3 |   |   |   |   |   |   |   |   | 3 |
| 2 |   |   |   |   |   |   |   |   | 2 |
| 1 |   |   |   |   |   |   |   |   | 1 |
|   | a | b | c | d | e | f | g | h |   |

Das nebenstehende Diagramm zeigt die Troizki-Linie. In einem Endspiel mit König und zwei Springern gegen König und einem Bauern gewinnt Weiß, wenn Schwarz seinen Bauern höchstens auf eines der mit einem schwarzen Bauern markierten Felder vorgestoßen hat, und der Bauer von einem weißen Springer blockiert wird, der nicht vertrieben werden kann. Die 50-Züge-Regel kann jedoch möglicherweise einen Sieg in einer Partie verhindern.

## Privat
Troizki arbeitete in der Forstwirtschaft. Wie er selbst schrieb, gingen sämtliche seiner Schachmaterialien zweimal verloren. Das erste Mal 1908 bei einem Brand und das zweite Mal im Revolutionsjahr 1917. Für sein 1924 erschienenes Buch rekonstruierte er zahlreiche Studien aus dem Gedächtnis. Daraus ist die verhältnismäßig hohe Zahl von Abweichungen in Position (verbunden mit Defekten) und Publikationsdaten seiner frühen Studien erklärbar.
Alexei Troizki starb während der Leningrader Blockade.